# Gmina Rudniki
Die Gmina Rudniki ist eine Landgemeinde im Powiat Oleski der Woiwodschaft Opole in Polen. Ihr Sitz ist das gleichnamige Dorf mit etwa 900 Einwohnern.

## Geografie
Nachbargemeinden
Nachbargemeinden der Gemeinde Rudniki sind Krzepice, Lipie, Pątnów, Praszków und Radłów.

## Geschichte

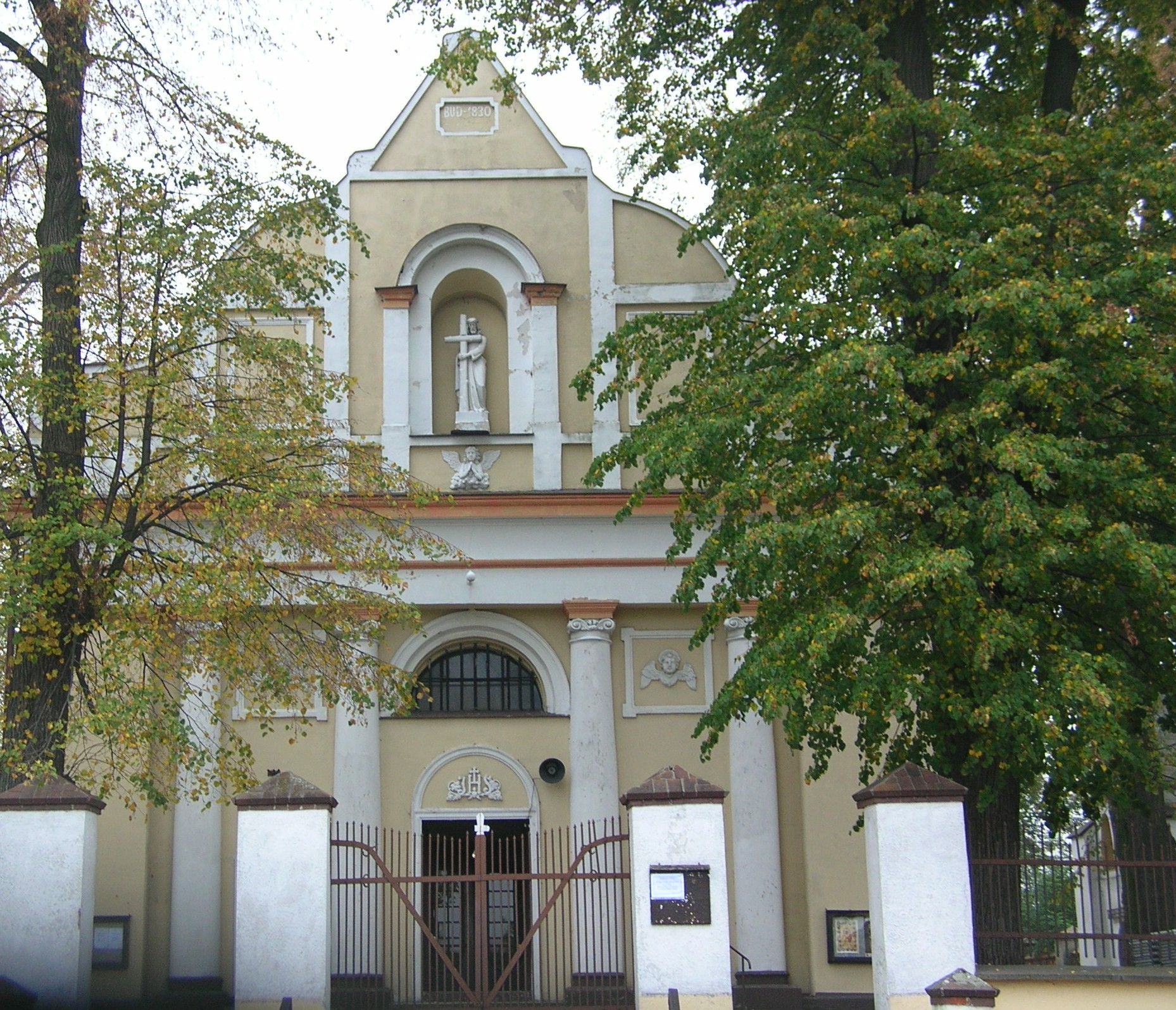
Kirche in Rudniki

Im Jahr 1973 wurde die Landgemeinde Rudniki errichtet. Bis 1975 gehörte diese zum Powiat Wieluński in der Woiwodschaft Łódź. Dann kam sie bis 1998 an der Woiwodschaft Częstochowa (Tschenstochau). Seit 1999 gehört die Gemeinde zur Woiwodschaft Opole und zum Powiat Oleski.

## Politik

### Gemeindevorsteher
An der Spitze der Gemeindeverwaltung steht der Gemeindevorsteher. Seit 2006 war dies Andrzej Pyziak vom Wahlkomitee „Unsere Gemeinde Rudnicki“, der 2018 von Grzegorz Domański abgelöst wurde. Die turnusmäßige Wahl im April 2024 brachte folgendes Ergebnis:
- Mariusz Stanek (Wahlkomitee „Mariusz Stanek – Aktiv und Wirtschaftlich“) 54,2 % der Stimmen
- Grzegorz Domański (Wahlkomitee „Grzegorz Domański – Gemeinsam für die Gemeinde“) 45,8 % der Stimmen

Damit wurde Mariusz Stanek bereits im ersten Wahlgang zum Nachfolger des Amtsinhabers Grzegorz Domański gewählt.
Die turnusmäßige Wahl im Oktober 2018 brachte folgendes Ergebnis:
- Grzegorz Domański (Wahlkomitee „Grzegorz Domański – Gemeinsam für die Gemeinde“) 56,2 % der Stimmen
- Andrzej Pyziak (Wahlkomitee „Unsere Gemeinde Rudnicki“) 36,9 % der Stimmen
- Ewa Belka (Prawo i Sprawiedliwość) 6,9 % der Stimmen

Damit wurde Grzegorz Domański bereits im ersten Wahlgang zum Nachfolger des langjährigen Gemeindevorstehers Andrzej Pyziak gewählt.

### Gemeinderat
Der Gemeinderat besteht aus 15 Mitgliedern und wird direkt in Einpersonenwahlkreisen gewählt. Die Gemeinderatswahl 2024 führte zu folgendem Ergebnis:
- Wahlkomitee „Mariusz Stanek – Aktiv und Wirtschaftlich“ 44,4 % der Stimmen, 8 Sitze
- Wahlkomitee „Grzegorz Domański – Gemeinsam für die Gemeinde“ 36,2 % der Stimmen, 3 Sitze
- Wahlkomitee Patrycja Tracz 6,4 % der Stimmen, 1 Sitz
- Wahlkomitee Wiktoria Randak 4,3 %, 1 Sitz
- Wahlkomitee Grzegorz Dwornik 3,4 %, 1 Sitz
- Konfederacja und unabhängige lokale Verwaltungen 2,8 % der Stimmen, kein Sitz
- Trzecia Droga (TD) 0,0 % der Stimmen, 1 Sitz (*)
- Übrige 2,5 % der Stimmen, kein Sitz

(*) = Die Trzecia Droga kandidierte lediglich im Wahlkreis 2, in dem jedoch alle anderen Listen nicht antraten, womit ihr Kandidat ohne Wahl gewählt wurde.
Die Gemeinderatswahl 2018 führte zu folgendem Ergebnis:
- Wahlkomitee „Grzegorz Domański – Gemeinsam für die Gemeinde“ 41,3 % der Stimmen, 8 Sitze
- Wahlkomitee „Unsere Gemeinde Rudnicki“ 35,2 % der Stimmen, 5 Sitze
- Prawo i Sprawiedliwość (PiS) 10,2 % der Stimmen, kein Sitz
- Polskie Stronnictwo Ludowe (PSL) 7,8 % der Stimmen, 1 Sitz
- Wahlkomitee Bogusław Kaczmarek 5,5 %, 1 Sitz

### Partnergemeinden
- Soblahov in der Slowakei
- Sollefteå in Schweden
- Feilitzsch in Deutschland
- Mostenka in der Tschechischen Republik

## Gliederung
Zur Landgemeinde gehören folgende Orte: 
- Bobrowa
- Bugaj
- Chwiły
- Cieciułów
- Dalachów
- Faustianka
- Janinów
- Jaworek
- Jaworzno
- Jelonki
- Julianpol
- Kuźnica
- Łazy
- Mirowszczyzna
- Młyny
- Mostki
- Odcinek
- Porąbki
- Rudniki
- Słowików
- Żytniów

## Verkehr
Janinów und Jaworzno haben einen Bahnhof bzw. Haltepunkt der Bahnstrecke Herby–Oleśnica.